# L'aria che uccide
L'aria che uccide è un  film del 1985, diretto da Rick Wallace. È una storia di ambientazione fantascientifica.

## Trama
Una piccola città vive grazie ai proventi derivanti dall'industria chimica ma gli effetti sull'aria, l'inquinamento, porterà disagi e pericoli agli abitanti, sino ad una forte esplosione ed elementi altamente tossici dispersi nell'ambiente.